# Озёрский сельсовет (Гродненская область)
Озёрский сельсовет — административная единица на территории Гродненского района Гродненской области Республики Беларусь.

## Состав
Озерский сельсовет включает 17 населённых пунктов:
- Бушнево — деревня.
- Губинка — деревня.
- Заберезина — деревня.
- Каменистая — деревня.
- Коневичи — деревня.
- Корчики — деревня.
- Локно — деревня.
- Мостки — деревня.
- Новосёлки — деревня.
- Озёры — агрогородок.
- Ореховичи — деревня.
- Пруды — деревня.
- Пыра — деревня.
- Радута — деревня.
- Старина — деревня.
- Стриевка — деревня.
- Сухари — деревня.